# Американский аист
Американский аист (лат. Ciconia maguari) — южноамериканская птица из семейства аистовых.

## Описание
Американский аист достигает длины 90 см, размах крыльев составляет 120 см, а вес 3,5 кг. Оперение преимущественно белое с чёрными рулевыми перьями. Он отличается от похожего белого аиста чёрным вилочковым хвостом, сине-серым клювом (у старых птиц), красновато-оранжевым участком кожи вокруг глаз и белой радужиной. В неволе птицы живут более 20 лет.

## Распространение
Американский аист живёт в Южной Америке, к востоку от Анд от Венесуэлы до Аргентины во влажных областях и на сельскохозяйственных угодьях.

## Питание
Американский аист питается рыбами, лягушками, раками, мелкими грызунами, змеями, водными насекомыми и другими беспозвоночными.

## Размножение
Самец достигает половой зрелости в 3, а самка в 4 года. Птицы гнездятся в колониях от 5 до 15 гнёзд на расстоянии 60 см. Гнездо располагается на кустах или небольших деревьях на высоте от 1 до 6 м или на земле в густой растительности. Места гнездования всегда окружены водой. В кладке от 2 до 3 яиц. Высиживание длится от 29 до 32 дней. Птенцы появляются на свет белые, затем их оперение темнеет, а через 3 месяца они становятся похожими на своих родителей.

## Фото

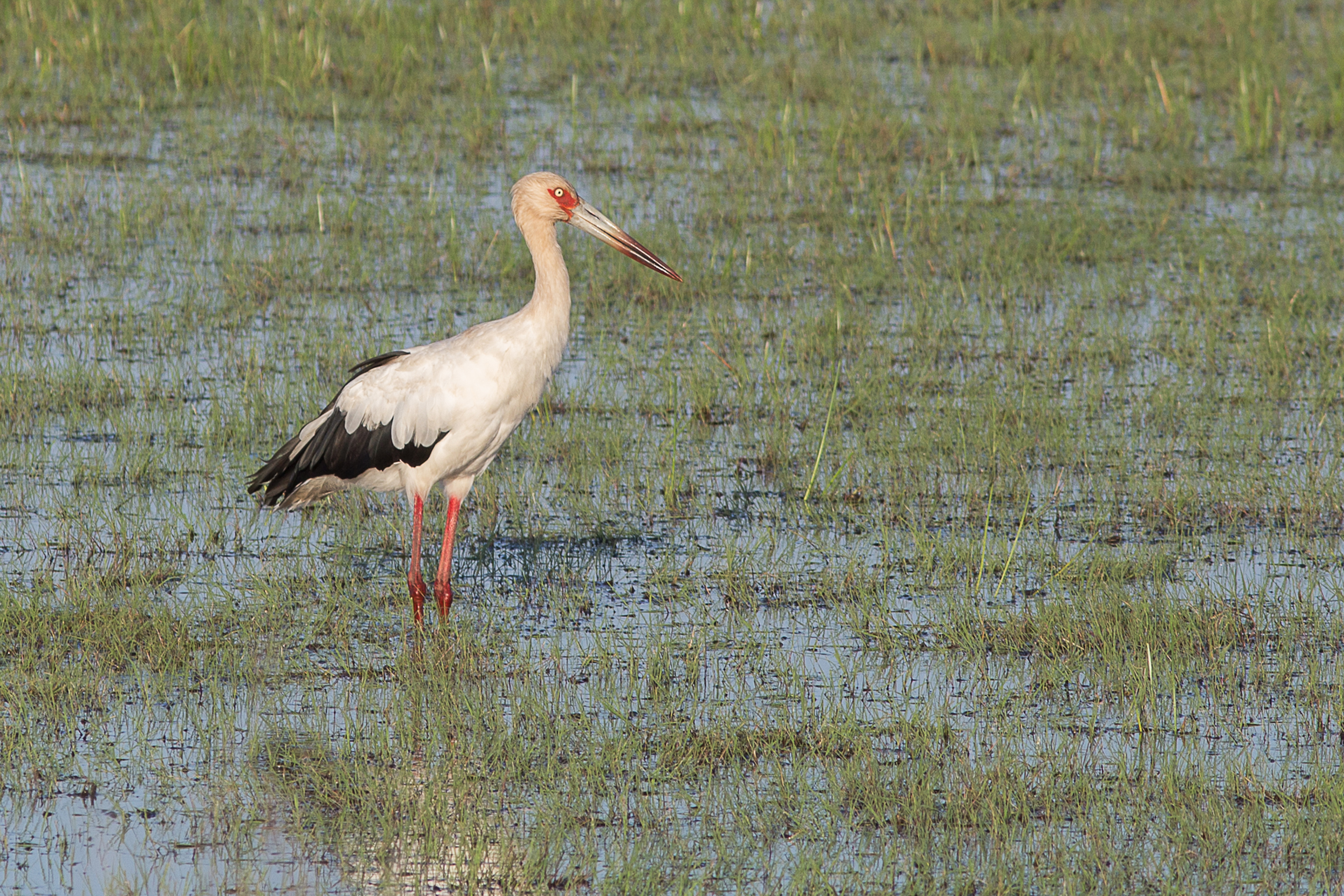
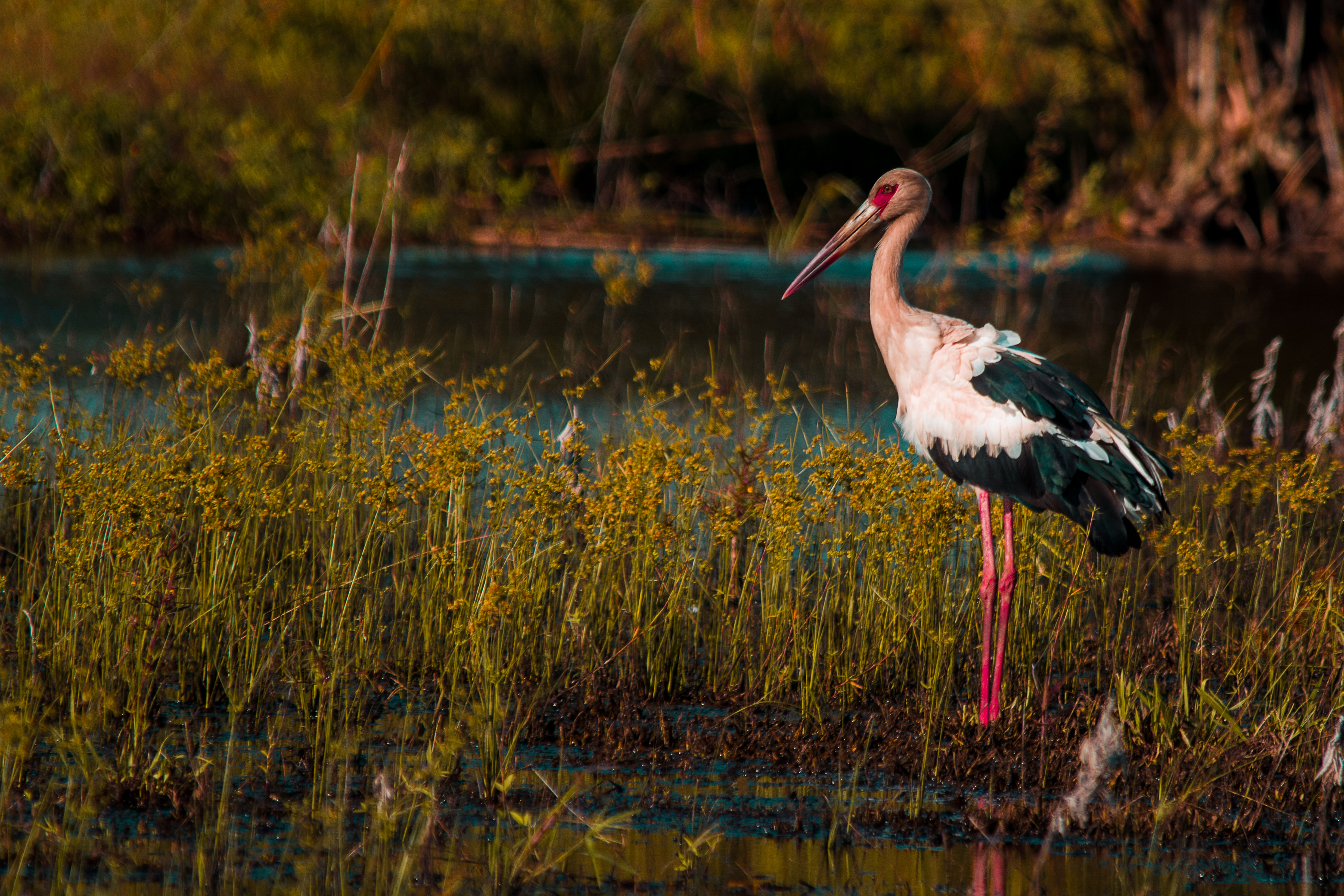
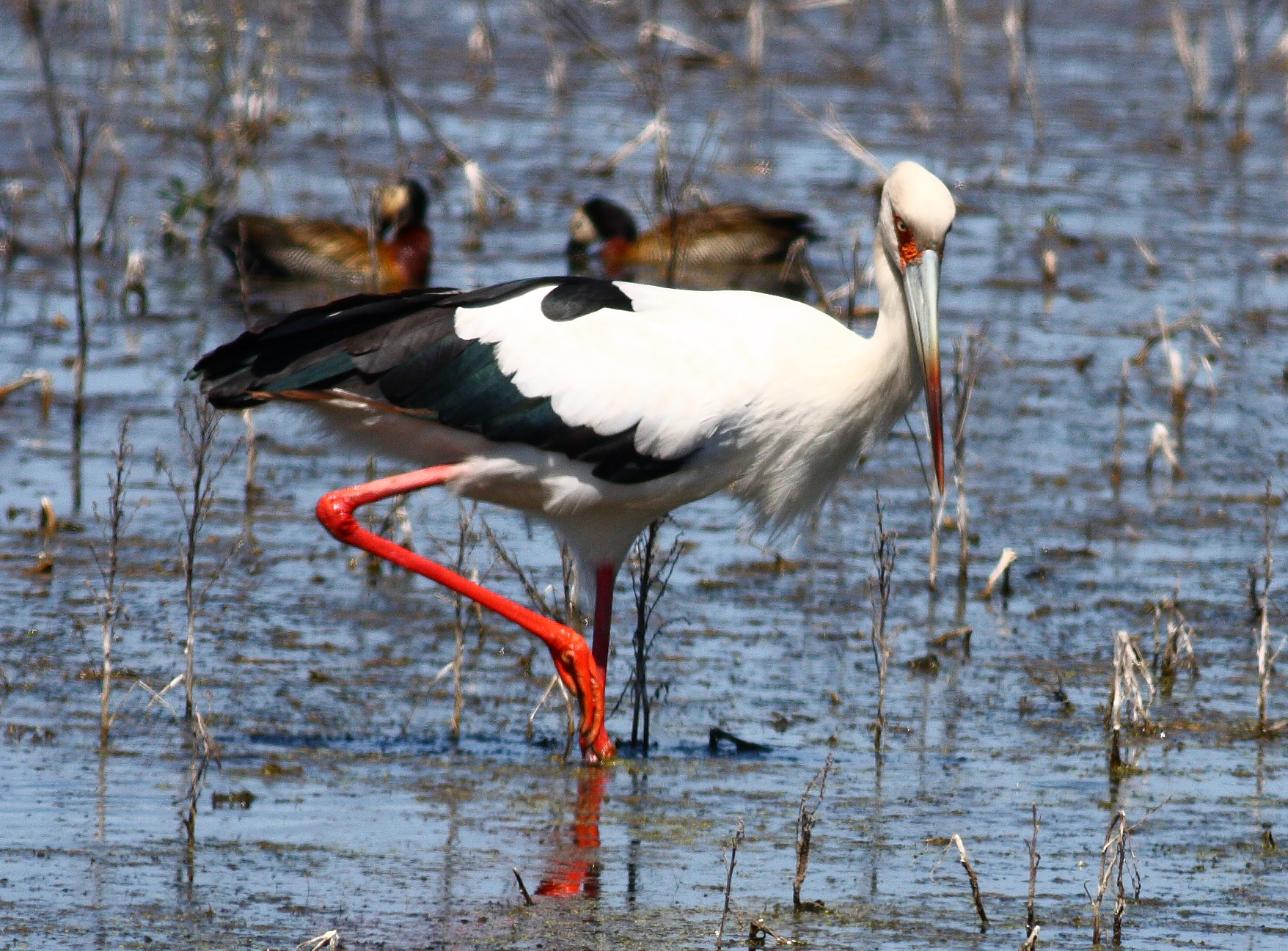
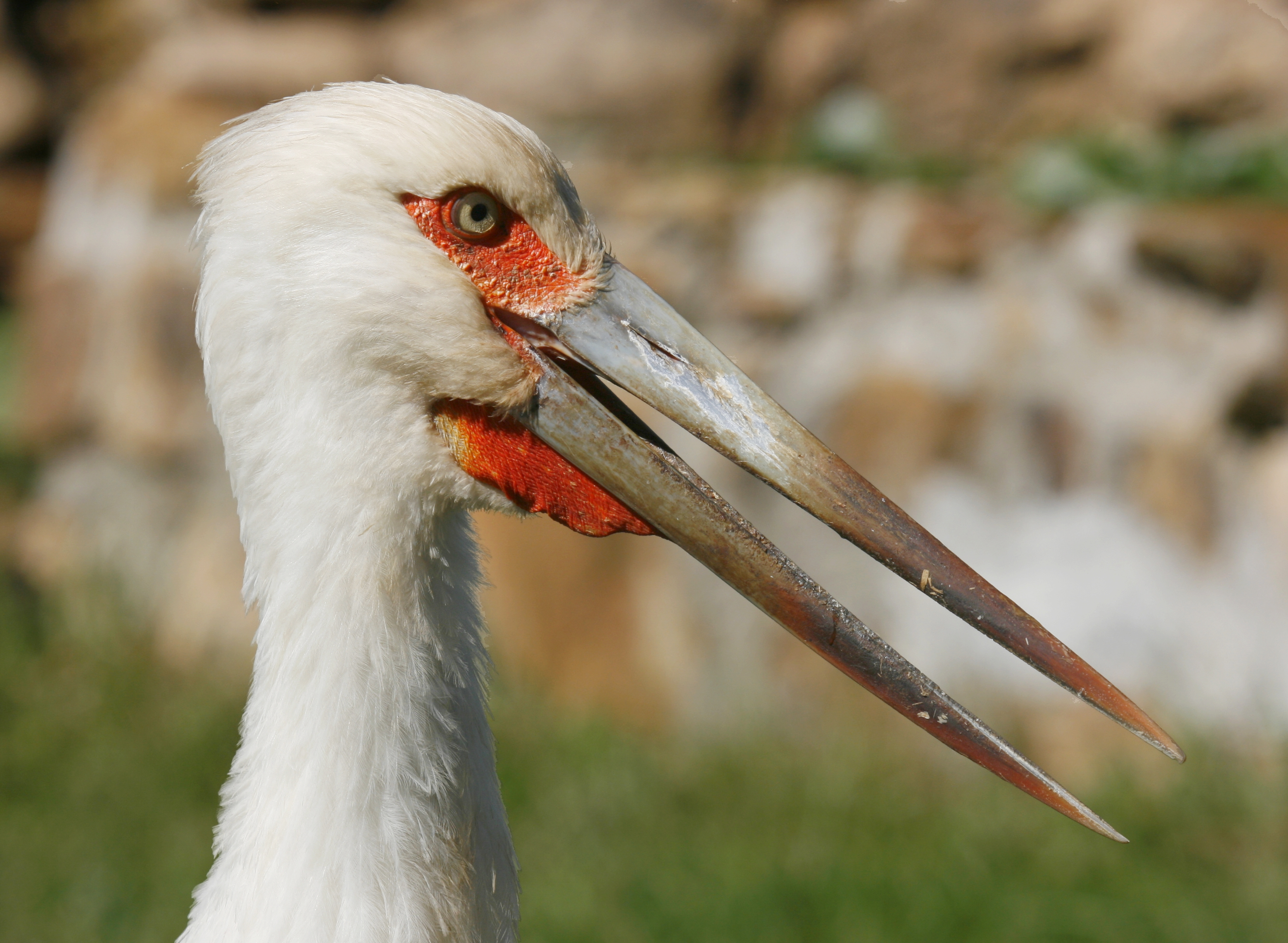
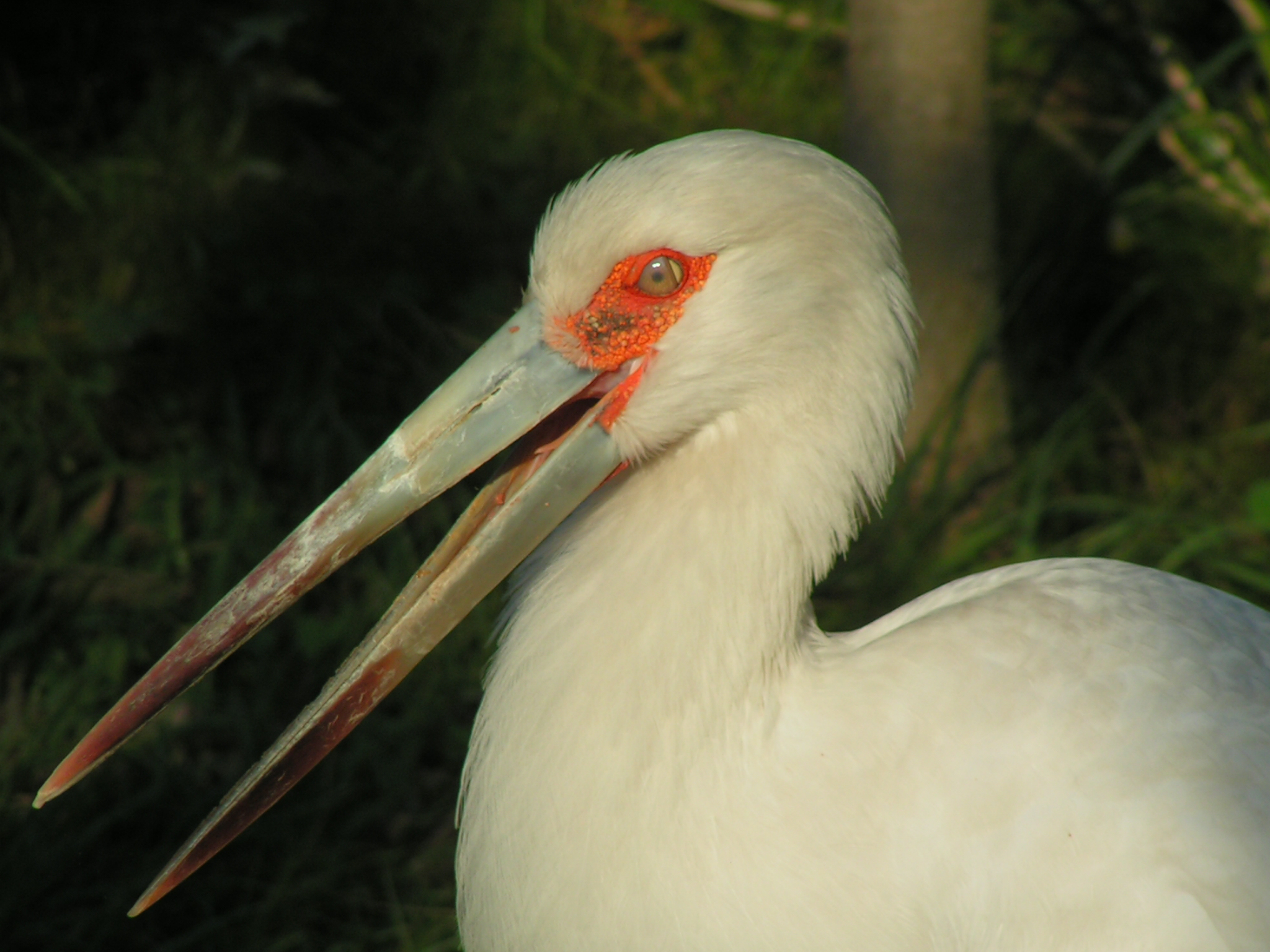
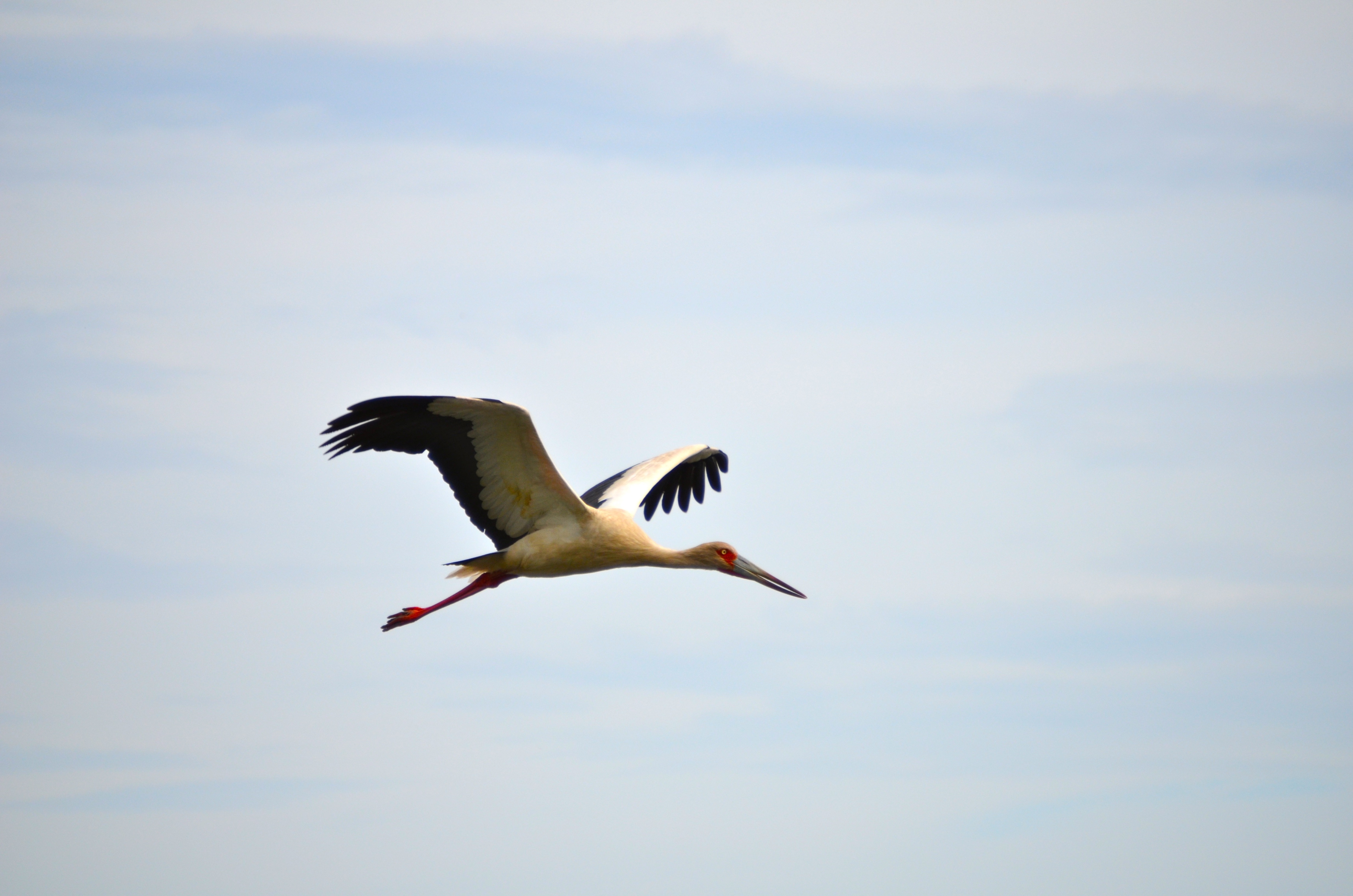